# Nicolaus IV
Nicolaus IV, född Girolamo Masci 30 september 1227 i Ascoli, Rom, död 4 april 1292 i Rom, var påve från den 22 februari 1288 till sin död, 4 april 1292.

## Biografi
Girolamo Masci hade enkel bakgrund, och inträdde i unga år i franciskanorden. 1272 deltog han i den apostoliska delegation som sändes till Konstantinopel för att bjuda in östkyrkan till andra konciliet i Lyon. Efter Bonaventuras död blev han ordensgeneral (1274), och sedan kardinal (kardinalpräst) av Santa Pudenziana 1278. Martin IV utnämnde honom till biskop av Palestrina. Efter en lång och otursdrabbad konklav, valdes han till påve den 15 februari 1288 och en andra gång den 22 februari. Han var den förste franciskanen att uppstiga på påvestolen, och till minne av Nicolaus III antog han därför namnet Nicolaus IV.
Nicolaus fick uppleva de första stora bevisen för påvemaktens tillbakagång. Han kom i en olycklig mellanställning mellan de båda adelsfamiljerna Orsini och Colonna. Frankrikes ökade inflytande i Italien och kardinalkollegiet sökte han förgäves hejda; även strandade hans plan att ordna ett stort korståg, då de kristnas sista besittning i Palestina 1291 gick förlorad. I England började påvens beskattningsmakt kringskäras. Men han lyckades förhindra att Rudolf av Habsburg fick kejsarkronan, vilket Nicolaus lyckades uppnå genom frågan om tronföljden på Sicilien; Nicolaus tilldelade huset Anjou tronen mot löftet att de inte skulle utmana påvens auktoritet eller blanda sig i Kyrkostatens angelägenheter. 

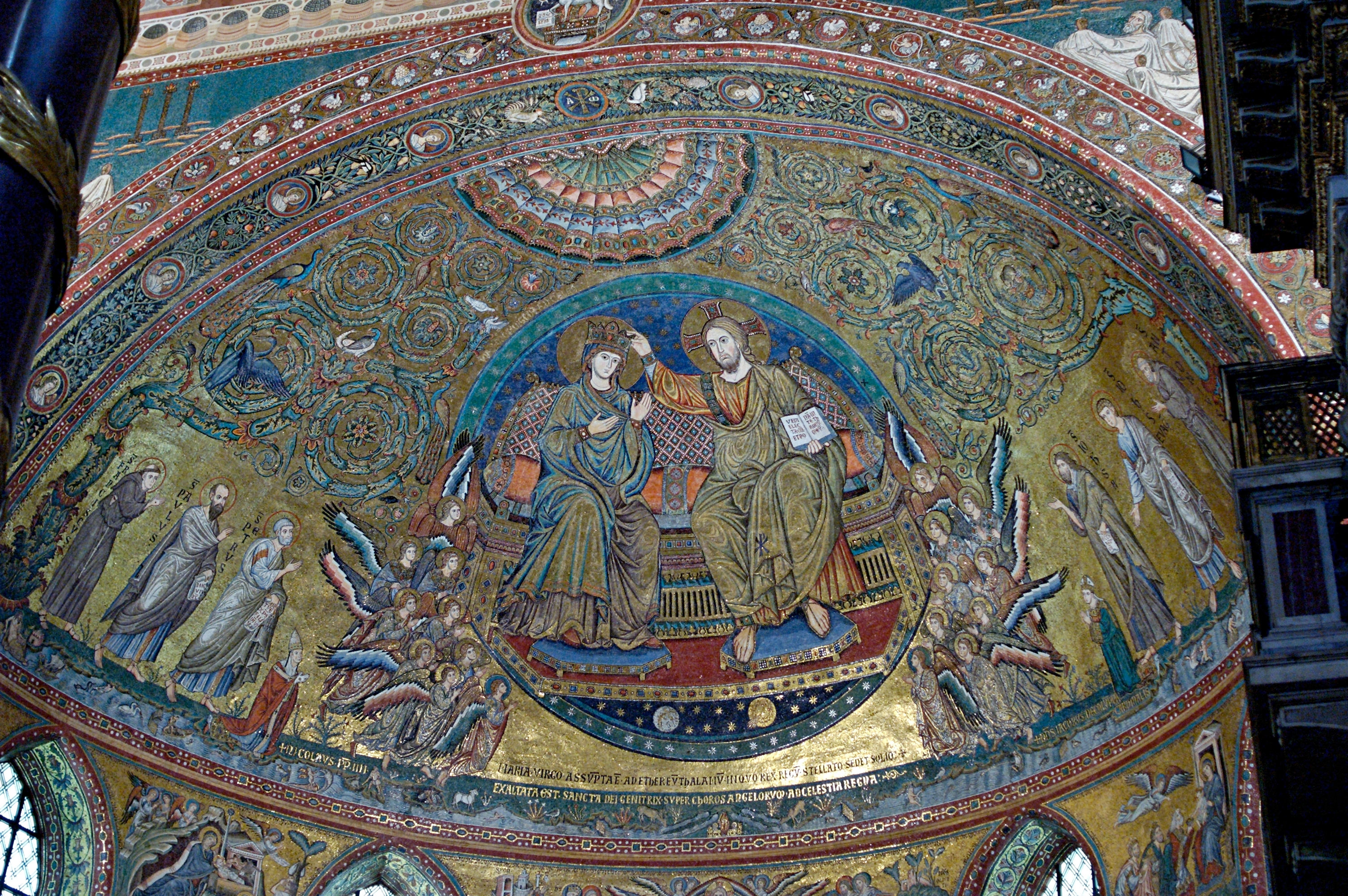
En absidmosaik i Santa Maria Maggiore som föreställer kröningen av jungfrun. Påve Nicolaus finns till vänster om jungfrun.

Under Nicolaus regering minskade påvens makt, och genom en bulla 1289 tillförsäkrade han kardinalerna hälften av alla romerska stolens inkomster. Till Nicolaus regering går också rötterna av kurians nuvarande organisation. Han lät sända missionärer till Kina, Bulgarien, Etiopien och tartarerna.
Nicolaus är begravd i Santa Maria Maggiore, där Sixtus V låtit uppföra ett monument till hans ära.